# Tetrorchidium euryphyllum
Tetrorchidium euryphyllum är en törelväxtart som beskrevs av Paul Carpenter Standley. Tetrorchidium euryphyllum ingår i släktet Tetrorchidium och familjen törelväxter. Inga underarter finns listade i Catalogue of Life.